# Enciclopedia dei morti
Enciclopedia dei morti (in serbo: Enciklopedija mrtvih) è una raccolta di nove racconti dello scrittore serbo Danilo Kiš. Pubblicata per la prima volta nel 1983 (Zagreb: Globus; Beograd: Prosveta), è stata tradotta in italiano da Lionello Costantini per la casa editrice Adelphi nel 1988. 
L'Enciclopedia di cui si parla nel racconto che dà il titolo alla raccolta è un'opera immaginaria in migliaia di volumi, custodita nella Biblioteca Centrale di Stoccolma, che raccoglie le biografie di tutte quelle persone dal 1789 in poi che non compaiono in nessun'altra enciclopedia: una massa sterminata dei comuni ignoti che qui si ritrovano raccontati in un "amalgama di concisione enciclopedica e di eloquenza biblica". Ciascuna voce dell'Enciclopedia conterrebbe tutto ciò di cui nella vita di un uomo non resta traccia se non nella memoria, e i maestri compilatori avrebbero insistito sui particolari perché per loro "ogni cosa umana è sacra". "Gli stati d'animo dell'uomo, la sua concezione del mondo, di Dio, i suoi dubbi circa l'esistenza dell'aldilà, le sue norme morali" (p. 62).
Secondo le parole dell'autore, "tutti i racconti di questo libro nascono, in misura maggiore o minore, sotto il segno di un tema che chiamerei metafisico; a partire dall'epoca di Gilgamesh, la questione della morte è uno dei temi ossessivi della letteratura. Se la parola divano non richiedesse colori più luminosi e toni più sereni, questa raccolta potrebbe avere il sottotitolo di Divano occidentale-orientale, con un chiaro riferimento ironico e parodistico".

## Edizioni
- Danilo Kiš, Enciclopedia dei morti, traduzione di Lionello Costantini, terza ed., collana Fabula, Adelphi, 1988,  p. 194, ISBN 978-88-459-0286-4.